# Чим (Саттон)
Чим, або Чім (англ. Cheam, МФА: [/ˈtʃiːm/]), — історична приміська місцевість Лондона, частина сучасного столичного району (боро) Саттон. Розташований за 17,5 км на південний захід від Чарінг-кросса, поділяється на Північний і Південний Чим та Чим-Віллідж.
У селищі розташовані архітектурні пам'ятки — англіканська каплиця Ламлі (XI ст.) та історичний будинок-музей Вайтголл (XV-XVI століття). Чим примикає до двох великих парків, «Нонсач-парк» і «Чим-парк», частина яких є заповідником. У першому парку, на кордоні Великого Лондона та північного Суррея, знаходиться історичний будинок — садиба Нонсач (XVIII ст.).

## Школи
У Чимі є кілька престижних шкіл, у тому числі Нонсачська середня школа, жіноча гімназія та Чимська середня школа, а також велика загальноосвітня школа на Чатсворт-роуд. Серед випускників шкіл: герцог Единбурзький Філіп (1921—2021), актор Алекс Соєр (нар. 1993), олімпійська чемпіонка, велогонщиця Джоанна Роуселл (нар. 1988), чемпіон «Формули-1», автогонщик Джеймс Гант (1947—1993), кінорежисер Пол Грінграсс (нар. 1955), популяризатор науки Девид Белламі (1933—2019), фінський співак Кооп Арпонен (нар. 1988) та інші.